# Tollensovo činidlo

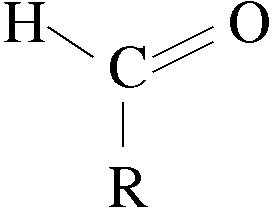
Aldehyd

Keton

Tollensovo činidlo je směs dusičnanu stříbrného (AgNO3) a vodného roztoku amoniaku (NH4OH). Pojmenováno bylo podle německého chemika Bernharda Tollense (1841–1918), jehož zálibou bylo zkoumání struktury sacharidů. Tollensovo činidlo je specifickým důkazem aldehydů v neznámém vzorku organických sloučenin. Aldehydy se totiž snadno oxidují na příslušné karboxylové kyseliny a souběžně se tedy redukuje stříbrný kationt ve stříbro.
Oxidace aldehydů vyžaduje silnější oxidační činidlo. Naproti tomu ketony jsou jen obtížně oxidovatelné. Je-li to nutné, využívá se drastických podmínek.
Důvod pro odlišnou reaktivitu aldehydů a ketonů spočívá v jejich struktuře. Aldehydická skupina obsahuje odtržitelný vodík.

## Reakce
Tollensovo činidlo vzniká reakcí dusičnanu stříbrného a koncentrovaného roztoku hydroxidu amonného za vzniku amonného komplexu. Stříbro patří mezi d-prvky a tudíž může vytvářet komplexní sloučeniny.
3 NH4OH + AgNO3 → [Ag(NH3)2]OH + 2 H2O + NH4NO3
Delším stáním ve směsi vzniká velmi výbušný Ag3N.
V následné reakci s aldehydy vzniká amonná sůl karboxylové kyseliny a redukované stříbro:
2 [Ag(NH3)2]+ + RCHO + H2O → 2 Ag(s) + 4 NH3 + RCO2H + 2 H+

## Provedení pokusu
Na Petriho misku se nalije neznámá látka rozpuštěná v ethanolu. Poté se přidá několik kapek čerstvě připraveného Tollensova činidla a na stěnách se objeví tenký stříbrný povlak – stříbrné zrcátko. Jestliže se zkoumaná látka nerozpustí dokonale, může vzniknout i černá sraženina.